# Relació massa/lluminositat
En astrofísica i cosmologia física la relació massa/lluminositat, normalment expreassada com a M/L o amb el símbol {\displaystyle \Upsilon } és el quocient entre la massa total d'un volum (normalment a escala d'una galàxia o un cúmul de galàxies) i la seva lluminositat]. Aquestes relacions es presenten normalment usant el valor calculat per al Sol com a base de la relació en el qual és una constant {\displaystyle \Upsilon _{\odot }} = 5133 kg/W igual a la massa solar dividida per la lluminositat solar. La relació massa/lluminositat de les galàxies i cúmuls és molt més gran que {\displaystyle \Upsilon _{\odot }} a causa, en part, al fet que la majoria de la matèria d'aquests objectes no es troba dins les estrelles, les observacions suggereixen que una gran part està present en forma de matèria fosca.
Les lluminositats s'obtenen d'observacions fotomètriques, corregint la brillantor de l'objecte observat per l'enfosquiment per la distància i els efectes de l'extinció interestel·lar. En general, a menys que s'obtingui un complet espectre de la radiació emesa per l'objecte, s'ha d'extrapolar un model en el que tant la llei de potència o cos negre s'addigui. La lluminositat obtinguda es coneix com a lluminositat bolomètrica.
Les masses es calculen sovint de la dinàmica del sistema virialitzat o de lents gravitatòries.
La típica relació massa lluminositat per les galàxies varia de 2 a 10 {\displaystyle \Upsilon _{\odot }} metre que en les escales més grans, la relació massa lluminositat de l'univers observable és aproximadament 100 {\displaystyle \Upsilon _{\odot }}, en concordança amb el model Lambda-CDM.